# シュールパナカー

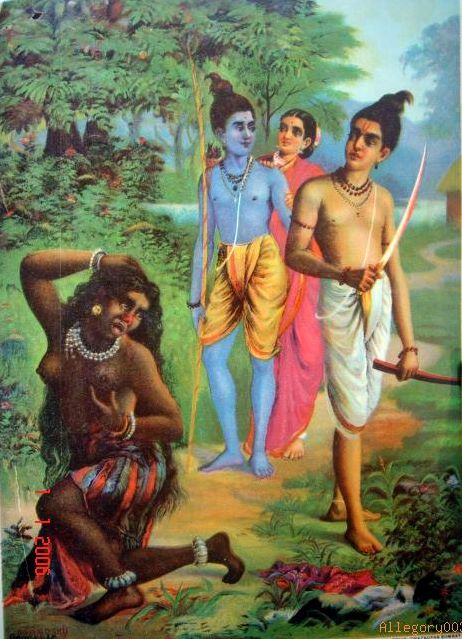
ラクシュマナに鼻と耳を切り落とされたシュールパナカー。後ろはラーマとシーター。

シュールパナカー（梵: शूर्पणखा, Śūrpaṇakhā）は、インド神話に登場する羅刹女（ラークシャーシー）。変幻自在とされるが姿は醜く、性格も邪悪。ラークシャサ族の王スマーリンの娘カイカシーとヴィシュラヴァスの娘で、ラーヴァナや、クンバカルナ、ヴィビーシャナ、カラと兄弟。ラーヴァナにラーマ王子の妃シーターを奪うよう勧めた張本人。
シュールパナカーはダンダカの森を徘徊しているとき、ラーマに一目惚れし、結婚を迫った。ラーマはふざけて、自分は妻帯者であるからと言って、ラクシュマナと結婚することを勧めた。そこでシュールパナカーがラクシュマナに結婚を迫ると、ラクシュマナもふざけて自分はラーマに仕える身であるから自分と結婚すると下女になってしまうといい、やはりラーマと結婚すべきだと言った。シュールパナカーはこれを冗談と受け取らず、怒ってシーターを喰い殺そうと飛び掛った。しかしラーマに取り押さえられ、ラクシュマナに鼻と耳を切り落とされた。
シュールパナカーは兄のカラのもとに逃げ、ラーマを殺すよう訴えた。カラは1万4千の兵でラーマを襲撃したが逆に滅ぼされてしまった。シュールパナカーは今度はランカー島に行き、兄ラーヴァナにカラとその兵たちの戦死を訴えつつも、シーターの美しさについて語り、ラーヴァナにふさわしいと思ってさらおうとしたがラーマとラクシュマナに邪魔をされて、鼻と耳を切り落とされてしまったと嘘をついた。このようにしてシュールパナカーはラーヴァナをそそのかし、シーターを奪うよう仕向けた。